# CrissCross
Pour plus de détails, voir Fiche technique et Distribution.
CrissCross est un film américain réalisé par Chris Menges, sorti en 1992.

## Synopsis
1969, Key West. Tracy Cross, divorcée, élève seule son fils Christopher, âgé de 12 ans. Serveuse, elle accepte de devenir aussi strip-teaseuse pour subvenir aux besoins de son foyer. Chris l'apprend et essaie vainement de la persuader d’arrêter. Le jeune garçon se fait engager pour livrer du poisson dans un restaurant et découvre que de la cocaïne est cachée dans le poisson. Il vole un chargement et essaie de vendre la drogue afin de gagner l'argent nécessaire pour que sa mère puisse arrêter le strip-tease.

## Fiche technique
- Réalisation : Chris Menges
- Scénario : Scott Sommer, d'après son propre roman
- Photographie : Ivan Strasburg
- Montage : Tony Lawson
- Musique : Trevor Jones
- Producteurs : Robin Forman Howard et Anthea Sylbert
- Sociétés de production : Hawn / Sylbert Movie Company, MGM-Pathé Communications Co. et Metro-Goldwyn-Mayer
- Pays d'origine :  États-Unis
- Langue originale : anglais
- Format : couleur - 1,85:1 - Dolby
- Genre : drame
- Durée : 100 minutes
- Dates de sortie : 
  -  États-Unis : 8 mai 1992

## Distribution
- Goldie Hawn : Tracy Cross
- David S. Arnott : Chris Cross
- Arliss Howard : Joe
- Keith Carradine : John Cross
- James Gammon : Emmett
- Steve Buscemi : Louis
- J. C. Quinn : Jetty
- Paul Calderon : Blacky
- Anna Levine : Monica
- Annie McEnroe : Mme Sivil

## Accueil
Le film a rapporté 3 052 738 $ au box-office américain.